# Olga Lindgren
Olga Lindgren, en tid Lindgren-Peterson, född 1896 i Norrsundet, död 1985 i USA, var en svensk-amerikansk vissångerska och skådespelare. På 1920-talet var hon prima donna i Hjalmar Petersons, alias Olle i Skratthult, resande teatersällskap.
Lindgren migrerade till USA 1913 och värvades omkring 1915 till Hjalmar Petersons teatersällskap. Turnéerna gick över hela USA med avbrott under sommaren. Lindgren gifte sig med Hjalmar Peterson 1917 och sjöng samma år in några duetter med honom för Columbia i New York. Återkommande spelade hon Anna i Värmlänningarna och uppträdde med populära svenska visor, däribland Barndomshemmet och Hälsa dem därhemma. Vid sidan av musiken drev paret några restauranger. Den stora depressionen i början av 1930-talet gjorde artistlivet svårt och när paret skiljdes 1933, splittrades orkestern.
Olga Lindgren gifte om sig med borgmästaren i Saint Paul, Harold Nilsen, och bosatte sig i Minneapolis. Hon dokumenterades av Svenskt visarkiv 1980 och sjöng in några svenska titlar för Smithsonian Institution. Hon är också representerad på LP:n From Sweden to America (1981). På 2010-talet hade Gävle kommun planer på att ge ut en bok om Olga Lindgren, skriven av den svenskamerikanska professorn i teatervetenskap, Anne-Charlotte Harvey. Bokprojektet förverkligades dock inte. En intervju med Olga Lindgren från 1982 av musiketnologen LeRoy Larson förvaras i de skandinaviska samlingarna hos University of Wisconsin–Madison.